# アンドロメダ病原体
『アンドロメダ病原体』（アンドロメダびょうげんたい、原題；The Andromeda Strain、直訳では、strainは「病原体」ではなく「菌株」）は、1969年に出版されたマイケル・クライトンによるSF小説。この小説がテクノロジー小説の嚆矢とされている。また、フィクションをドキュメンタリーの手法で描く「モキュメンタリー」の嚆矢でもある。

## 概要
マイケル・クライトン名義で初めて発表された長編小説であり、同時に出世作とされている。
1971年にロバート・ワイズの監督により映画化された（原題は原作と同じ。邦題は『アンドロメダ…』）。2008年には、リドリー・スコット/トニー・スコット製作によるテレビミニシリーズ（邦題『アンドロメダ・ストレイン』）が放送された。1971年版で監督自身が「主役はセットである」と隔離施設の出来に賞賛を送っている。
「アンドロメダ菌株（ストレイン）」という架空の「病原体」をめぐる5日間の出来事を書いた小説。
通常、小説は、地の文や会話、それに挿絵で構築されるが、この作品は、「科学的な危機を正確かつ客観的に記録した報告書」という体裁で成り立っており、学術的あるいは理論的な世界観、国家的危機の際に発動される政治・軍事プログラムの厳格性を前面に出し、架空の科学理論（宇宙線の影響下での成層圏における驚異的な生命進化など）／写真／図（電算機出力のダイアグラムや軍事通信フォーマット、血液の分析結果）などの具体的資料を駆使して表現されている。
「SFファンは（クライトンに）希望を持ってよい（『ニューズウィーク』誌）」や「サイエンス・フィクションにおけるひとつの完成された形（『ライフ』誌）」という賞賛がある一方、科学技術上のリアリティーに較べて人間的興味が薄い、テーマが古臭い、結果がおざなりである、という批判も存在する。ただしニューヨーク・タイムズ紙は、そのような点も包括した上でこの作品を評価している。また、ワイルドファイア研究施設への入構時の、何重にも渡る厳格な「防疫・滅菌手続き」は、『サタデイ・レビュー』誌でジョン・リアが、当時進行中だったアポロ計画の隔離検疫手順の不備を引き合いに出して論評を行っている。
なお、これに先駆け1964年に小松左京が発表したパンデミックを描いたSF小説『復活の日』は、1965年に映画化企画があがっていたが合作でないと日本では無理との東宝の判断で英訳され、20世紀フォックスへ渡されている。その後、当時フォックスに出入りしていたマイケル・クライトンが4年後の1969年に類似テーマの『アンドロメダ病原体』を出版してベストセラーとなり映画化され、小松左京は本作を絶賛した。『復活の日』もまた1980年に映画化されているが、原作としては『復活の日』のほうが先である。

## ストーリー
スクープ計画という「宇宙空間の微生物を回収し、新しい生物兵器を作り出す」ことを目的とした人工衛星「スクープ7号」がアメリカのアリゾナ州の町「ピードモント」という砂漠の中の小さな町に着陸した。車両を使った回収部隊が予定通りピードモントに向かったが、町は全く沈黙しており、車上からはひと気が全く認められなかった。だが、誰かがいるという報告があった直後、回収部隊からの連絡は途絶えてしまった。スクープ衛星の司令部は軍用偵察機を発進させてピードモントを空中から撮影し、町の住人及び回収部隊が1人を除いて死滅していることを確認した。但し、家屋内にもう1人生存者がいた。事態を重視した計画責任者のマンチェック少佐は、ワイルドファイア警報の発令を上申した。
ワイルドファイアとは「地球外生物がもたらされた場合、その生物を調査・分析して地球上での伝播を防ぐ」ということを目的とした計画及びその実行機関の名称であり、研究施設はネヴァダ州フラットロックにある農業試験場の地下に建造されていた。地上とは完全に隔離されている上、万が一その生物が流出するような事態が起こった場合に備えて自爆用の核爆発装置まで設置されていた。
翌日、このワイルドファイア計画の発案者であり責任者でもある細菌学者のジェレミー・ストーン博士が、チャールズ・バートン博士を伴って気密服を着てピードモントを調査した。ピードモントの住人は全身の血液が凝固するという謎の症状によって死亡しているか、または奇怪な自殺をしていた。そうした異常事態の中、2人は町を探索してスクープ衛星が町の医師の元に運び込まれていることを突き止めた。衛星はその医師によって強引に蓋が開けられており、それがこの異常事態を引き起こしたらしいと2人は推察した。中にまだ「何か」が残っていることを願いつつ2人は衛星を回収したが、その過程で生存者が2人見つかった。1人は偵察機の画像に写っていた胃潰瘍を患った飲酒家の老人で、もう1人は健康的に何ら問題が認められない生後2カ月の乳児だった。健康状態が全く異なる2人が生き残ったことで、原因究明は困難を極めることとなる。最終的に、アンドロメダ菌株は狭いpH領域内でのみ生存／増殖する事が判明した。これに対して乳児は過呼吸によるアルカリ血症、老人はアルコールの過摂取による酸血症を持っており、この条件からは逸脱していたために生存していた。但し、この2名の症状が正反対のものであった為、なかなか生存条件が判明しなかった。
ストーンとバートンは2人を収容してワイルドファイア研究所に向かいつつ、核爆発によるピードモントの「核による焼却」を要請した。だが、政府は核を使用することの重大性を考慮してその要請を一旦留め、代わりに州兵を展開して当該地域の封鎖を行った。しかし、その連絡は通信機の機能不全により、ワイルドファイア研究チームに届くのが遅れてしまった。
様々な思惑が絡み合いつつも入院中のカーク博士を除く4人の研究員がワイルドファイア研究所に集結した。彼らは、後に「アンドロメダ菌株」と名付けられることになる未知の微生物を衛星内部で発見して調査研究を開始、同時に2名の「患者」のみが生存できた理由を探し始めた。だが、彼らの努力にもかかわらず成果はなかなか上がらない。そして、状況を打破する決断の末に病原体の特性が判明した時、彼らは予想もしなかった危機を自ら招いていることに気づく。

## 主な登場人物
ジェレミー・ストーン博士
ワイルドファイア計画のメンバーでリーダー。カリフォルニア大学細菌学科長。ノーベル賞受賞者。ワイルドファイア計画の発案者でもある。
マーク・ホール博士
ワイルドファイア計画のメンバー。優秀な外科医だが、メンバーに選ばれたのは「オッドマン仮説」による。
ピーター・レヴィット博士
ワイルドファイア計画のメンバー。有名な臨床微生物学者。
チャールズ・バートン博士
ワイルドファイア計画のメンバー。病理学者。ベイラー大学医学部教授。
クリスチャン・カーク博士
ワイルドファイア計画のメンバーだったが、入院中で参加できなかった。人類学者。エール大学教授。
ピーター・ジャクスン
ピードモントの生き残りの一人。胃潰瘍を患う老人。
ジェミー・リッター
もうひとりのピードモントの生き残り。診察した限りではまったく正常な赤ん坊。
アーサー・マンチェック少佐
スクープ計画の最高責任者。ワイルドファイア警報の発令を提案した。
ロバートスン博士
大統領の科学諮問委員長。

## 作中の架空の術語
スクープ計画
いわゆるNBC（ABC）兵器開発の一環として、人工衛星を用いて大気圏上層から未知の病原体のサンプルを回収し、生物兵器開発に利用しようという一種のサンプルリターン計画。計画はトーマス・スパークス少将率いるアメリカ陸軍生物化学戦研究所によって開始され、1963年にカリフォルニア工科大学ジェット推進研究所に移管された。本編以前の1966年から1967年にかけてスクープ1号から6号までの6機の衛星が打ち上げられ、うち2号と3号は大気圏突入中に焼失、1号と4号から6号までは回収に成功したが、サンプルリターンに成功したのは6号のみで、それも無害な球桿菌のみだった。
アンドロメダ菌株
1967年2月5日に打ち上げられたスクープ7号が回収した未知の病原体。
ワイルドファイア計画
有害地球外生物（微生物）による地球の汚染に対応し、そのために隔離環境下で地球外生物の調査・分析を可能とすることを目的とした研究計画。NASAとAMCが所管している。元はストーンが1963年に開始した非公式な専門家会議であり、1964年に公式委員会に昇格。アメリカ国防省の優先研究計画となり、1965年1月にはワイルドファイア計画遂行のための秘密機関が大統領命令によって設置されている。
ワイルドファイア警報
地球外生物による生物学的緊急事態が発生した際に発令される警報。これが発令されるとストーンら5名からなるワイルドファイア警戒態勢チームが召集されることになる。
ワイルドファイア研究所
ワイルドファイア計画によってネヴァダ州北西部のフラットロックに秘密裏に設置された研究所。建造は1965年から1966年にかけてゼネラル・ダイナミック社電動船部門によって行われた。
地下に建造された円筒形の多層構造研究所であり、エレベーターや供給ユニットが内蔵された中央空洞（セントラル・コア）を囲んで、5つの階層（レベル）が設けられている。各レベル間を移動する際には必ず消毒と検疫隔離を受けねばならず、その度合いはレベルが下がるほどに厳重になる。研究所内部には生化学・病理学・微生物学・薬理学などの実験室を始めとして、資料分析用の複合コンピュータ、実験動物の中央飼育室や対汚染用のシェルター、休養・娯楽区画や手術設備などが設けられているほか、研究所が汚染された際に用いる核自爆装置が備えられている。なお、表向きはアメリカ農務省の砂漠緑化試験場に偽装されており、地上部分は実際に農業試験場として機能している。
指令7-12号
ワイルドファイア計画の一段階として規定された、生物学的緊急事態に発せられる指令。コードネームは〈焼灼〉。地球外生物による疫病のそれ以上の蔓延を予防するために、地球外生物に汚染された区域に対して局地用熱核兵器を使用し、核爆発によって生じる超高温で地球外生物を死滅させるもの。核爆発が国際社会にもたらす影響の強さを考慮して、発動の決定権は大統領が有している。
オッドマン仮説
作品内で登場した理論。任意の研究・作業等を行うグループを編成する時に、専門外の人間を1人加えることによって、より効果的な結果が得られるというもの。その専門外の人間をオッドマン（半端者）と呼称している。本作では、この仮説のひとつである「男性の独身者が核制御の意思決定に向いている」という調査結果を支持した政府の上層部が、施設の核自爆装置の制御を民間人に託す代わりにそのメンバーを男性の独身者とするよう条件に挙げたことになっている。当初、ワイルドファイア側は細菌の研究に必要な内科医からメンバーを選ぶことを希望していたが、条件を満たす独身男性の内科医がいなかったことから、やむなく外科医のホールを選んだ。
カロシン
ジェンセン製薬会社によって1965年春に開発された抗生物質。実験名はUJ44759WもしくはK-9。体内に存在するあらゆる単細胞生物およびウイルスを破壊する一方、複数の細胞からなる体組織には一切影響を及ぼさない選択性を持つ「万能抗生物質」である。実験動物に対する投与試験では問題が生じなかったため、1966年2月に40名の被験者に対する第一回臨床投与実験が行われたが、カロシンが被験者の体内環境を破壊したことによって被験者の免疫機構が働かなくなり、投与終了後に被験者全員が未知の病気によって死亡した。このカロシン事件を受けてジェンセン社はカロシンの開発を中止し、アメリカ政府はカロシンに関する情報公開と実験をすべて禁止している。

## 続編
ダニエル・H・ウィルソンにより『アンドロメダ病原体－変異－』が執筆され、原著は2019年11月12日に出版された。和訳本は酒井昭伸訳で2020年5月26日に早川書房より出版。

## メディア
- マイケル・クライトン『アンドロメダ病原体』 浅倉久志訳、ハヤカワ文庫SF、1976年 ISBN 4150102082
- 映画『アンドロメダ…』
  - VHS版 130分 字幕スーパー MONO UHF0136 発売元=CIC・ビクタービデオ 1986年 （JANやISBNはない）
  - レーザーディスク版 PILF-1658